# Ибрагимов, Абдулла Гаджибаба оглы
Абдулла Гаджибаба оглы Ибрагимов (азерб. Abdulla Hacıbaba oğlu İbrahimov) — Председатель Верховного суда Азербайджанской ССР (1962—1980), заслуженный юрист Азербайджанской ССР.

## Биография
Абдулла Ибрагимов родился в 1921 году в селе Зохрабкенд Девечинского района.
Участник Великой Отечественной войны. В 1948 году Ибрагимов окончил Всесоюзный юридический институт.
В 1944—1958 годах Абдулла Ибрагимов занимал различные должности в системе Комитета государственной безопасности и Министерства внутренних дел Азербайджана, в том числе был заместителем начальника управления милиции города Баку. В 1958—1960 годах он занимал должность прокурора города Баку.
В 1960—1962 годах работал заместителем министра внутренних дел Азербайджанской Республики. В марте 1962 года Ибрагимов был избран председателем Верховного суда Азербайджанской ССР.
С 1962 по 1980 год непрерывно в течение 18 лет занимал должность председателя Верховного суда Азербайджанской ССР, в 1980—1991 годах был заведующим правовым отделом Президиума Верховного Совета Азербайджанской Республики. После выхода на пенсию занимался педагогической деятельностью в высших учебных заведениях.
Он был удостоен почетного звания «Заслуженный юрист Азербайджанской ССР», награждён рядом орденов и медалей.
Абдулла Гаджибаба оглы Ибрагимов скончался 5 июля 2003 года на 82-м году жизни.